# 刘如曾
刘如曾（1918年—1999年11月22日），笔名刘今、金流，生上海，原籍江苏常州，中国作曲家、戏曲家、音乐家，歌曲《明月千里寄相思》、京剧《智取威虎山》音乐的作者之一。

## 生平
1942年就读于上海国立音乐学院理论作曲系，1945年参加雪声剧团，1949年后，历任上海戏剧专科学校教员、上海戏剧学院副教授，上海音樂學院客座教師。
1999年11月22日，因心脏病逝世于上海，享年81岁。

## 延伸閱讀
- 成公亮，《秋籟居憶舊》，〈老師之二：劉如曾〉，(北京: 中華書局)，2015：181–186， ISBN 9787101107050。